# تئو آلبرشت

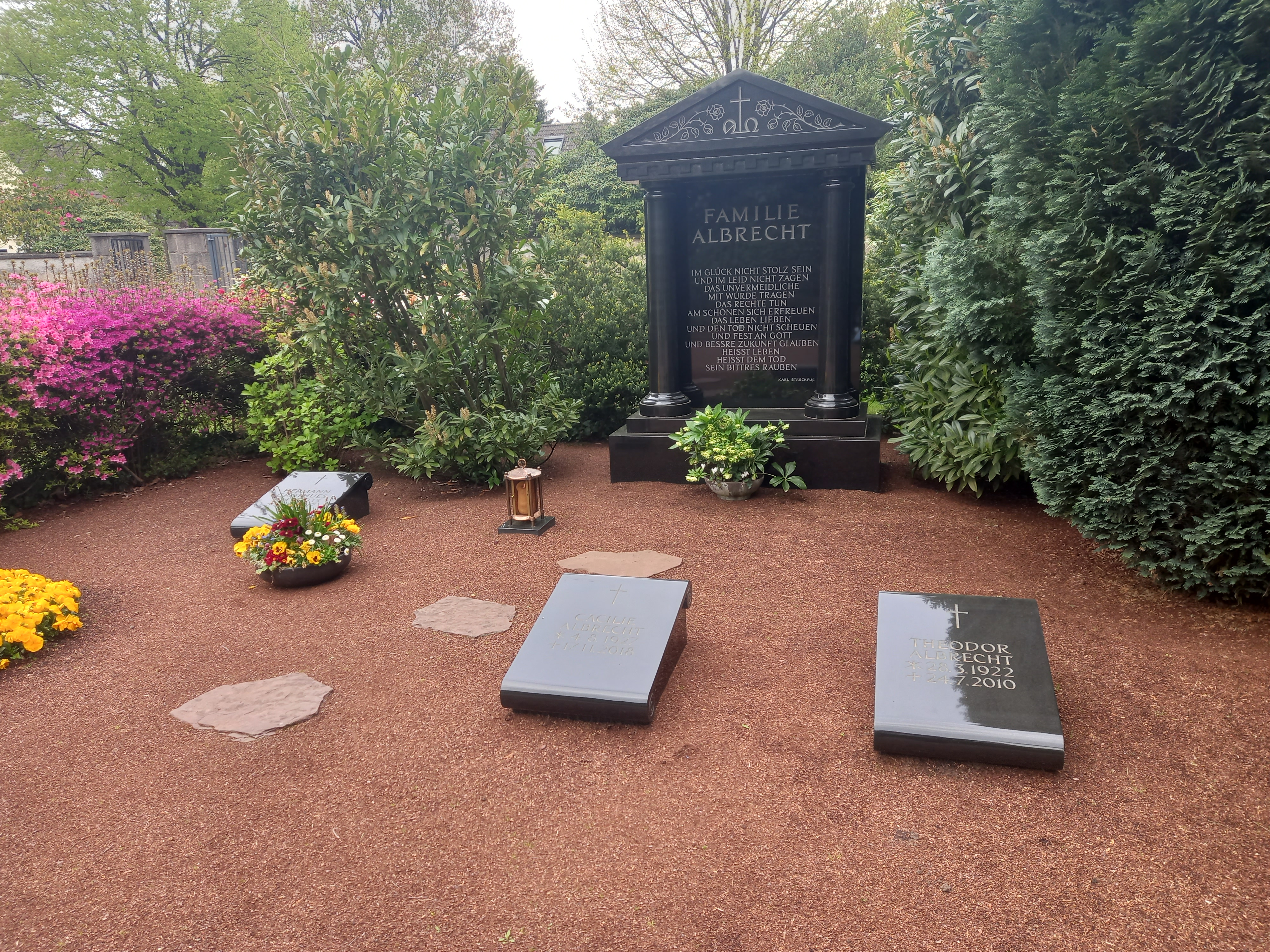
تئو آلبرشت (آلمانی: Theo Albrecht؛ زاده ۲۸ مارس ۱۹۲۲ - درگذشته ۲۴ ژوئیهٔ ۲۰۱۰) یک کارآفرین اهل آلمان بود. وی در سال ۲۰۱۰ با درآمد خالص ۱۶٫۷ میلیارد دلار توسط مجله فوربز ۳۱ امین فرد ثروتمند دنیا شناخته شد.